# Biên giới Ba Lan–Đức

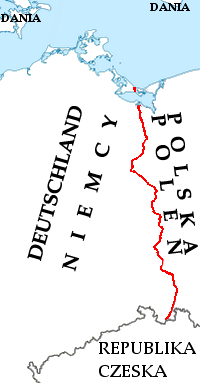
Biên giới Ba Lan-Đức hiện đại (từ năm 1945)

Biên giới Đức-Ba Lan (tiếng Đức: Grenze zwischen Deutschland und Polen, tiếng Ba Lan: Granica polsko-niemiecka), biên giới giữa Ba Lan và Đức, hiện là giới tuyến Oder-Neisse. Nó có tổng chiều dài là 467 km (290 mi)  và đã được áp dụng từ năm 1945. Nó trải dài từ biển Baltic ở phía bắc đến Cộng hòa Séc ở phía nam. Tuy nhiên, biên giới không phải lúc nào cũng theo dòng này, và nó có một lịch sử lâu dài và thường xuyên biến động.

## Lịch sử

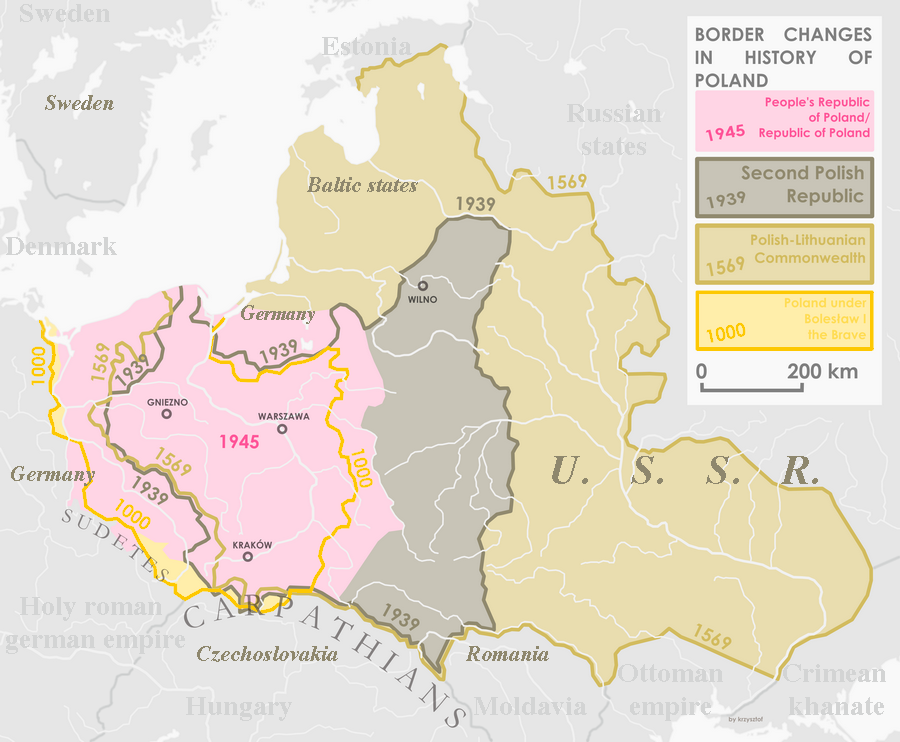
Lịch sử thay đổi biên giới của Ba Lan, cho thấy sự dịch chuyển ở biên giới Đức Ba Lan

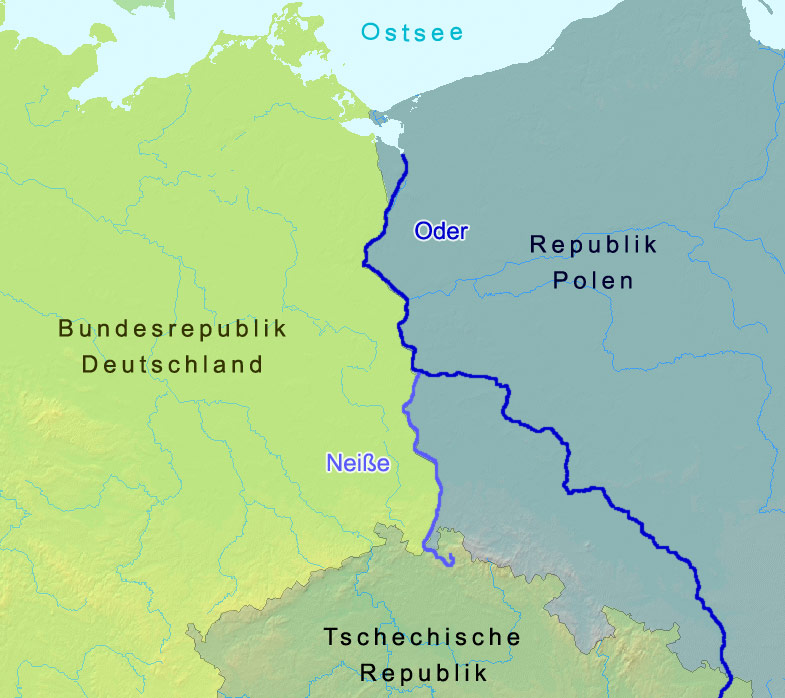
Biên giới hiện đại chủ yếu theo sông Oder và Neisse

Biên giới Đức Ba Lan bắt nguồn từ sự khởi đầu của nhà nước Ba Lan, với các con sông Oder (Odra) và Neisse (Nysa) (Giới tuyến Oder-Neisse) là một trong những ranh giới tự nhiên sớm nhất giữa Đức và các bộ lạc Slav. Trong nhiều thế kỷ, nó đã di chuyển về phía đông, ổn định vào thế kỷ 14, và biến mất vào cuối thế kỷ 18 với các phân vùng của Ba Lan, trong đó các nước láng giềng của Ba Lan, bao gồm Vương quốc Phổ, sáp nhập toàn bộ lãnh thổ. Năm 1871, Phổ trở thành một phần của Đế quốc Đức.
Sau khi Ba Lan giành lại độc lập sau Thế chiến I và 123 năm phân vùng, một biên giới dài giữa Đức và Ba Lan đã được xác định vào ngày với 1.912 km (1.188 mi) chiều dài (bao gồm 607 km (377 mi) biên giới với Đông Phổ). Biên giới được định hình một phần bởi Hiệp ước Versailles và một phần bởi plebiscites (plebiscite Đông Phổ và plebiscite Silesian, trước đây cũng bị ảnh hưởng bởi Cuộc nổi dậy của Silesian). Hình dạng của đường viền đó gần giống với phân vùng tiền Ba Lan.
Sau Thế chiến II, biên giới được rút ra từ Świnoujście (Swinemünde) ở phía bắc tại Biển Baltic về phía nam tới Cộng hòa Séc (lúc đó là một phần của Tiệp Khắc) với Ba Lan và Đức gần Zittau. Nó đi theo dòng sông Oderen Neisse của dòng sông Oder (Odra) và Neisse (Nysa) trong hầu hết các dòng chảy của chúng.  Điều này đã được các Đồng minh chính của Thế chiến II đồng ý - Liên Xô, Hoa Kỳ và Vương quốc Anh, theo sự nhấn mạnh của Liên Xô, và, không có bất kỳ tham vấn quan trọng nào với Ba Lan (hoặc Đức), tại Hội nghị Yalta và Hội nghị Potsdam. Biên giới này là một khoản bồi thường cho Ba Lan cho các vùng lãnh thổ bị mất cho Liên Xô do hậu quả của Hiệp ước Molotov, Ribbentrop, và dẫn đến việc chuyển dân số Đức về phía tây từ Lãnh thổ phục hồi, phù hợp với việc chuyển dân số Ba Lan từ lãnh thổ Kresy. Nó gần như phù hợp với biên giới lịch sử hàng thế kỷ giữa các quốc gia Ba Lan thời trung cổ và Đức. Nó chia một số thành phố sông thành hai phần - Görlitz / Zgorzelec, Guben / Gubin, Frankfurt (Oder) / Słubice, Bad Muskau / knica.
Biên giới được Đông Đức công nhận trong Hiệp ước Zgorzelec năm 1950, bởi Tây Đức năm 1970 trong Hiệp ước Warsaw và thống nhất nước Đức, trong Hiệp ước 1990 Biên giới Ba Lan năm 1990 của Đức. Nó đã chịu sự điều chỉnh nhỏ (hoán đổi đất) vào năm 1951. Biên giới đã mở ra một phần từ năm 1971 đến năm 1980, khi người Ba Lan và người Đông Đức có thể vượt qua nó mà không cần hộ chiếu hoặc thị thực; tuy nhiên nó đã bị đóng cửa một lần nữa sau vài năm, do áp lực kinh tế đối với nền kinh tế Đông Đức từ những người mua sắm đến từ Ba Lan và mong muốn của chính phủ Đông Đức làm giảm ảnh hưởng của phong trào Đoàn kết Ba Lan đối với Đông Đức.
Sau sự sụp đổ của chủ nghĩa cộng sản ở Ba Lan và Đức, và sự thống nhất nước Đức, biên giới trở thành một phần của biên giới phía đông của Cộng đồng châu Âu, sau đó là Liên minh châu Âu. Trong một thời gian, đó là "biên giới được kiểm soát chặt chẽ nhất ở châu Âu". Sau khi Ba Lan gia nhập Liên minh châu Âu vào năm 2004, các biện pháp kiểm soát biên giới được nới lỏng theo thỏa thuận với Hiệp ước Schengen để loại bỏ kiểm soát hộ chiếu vào năm 2007. Biên giới hiện đại của Ba Lan và Đức có khoảng một triệu công dân của các quốc gia đó trong các quận của mỗi bên.